# Latito

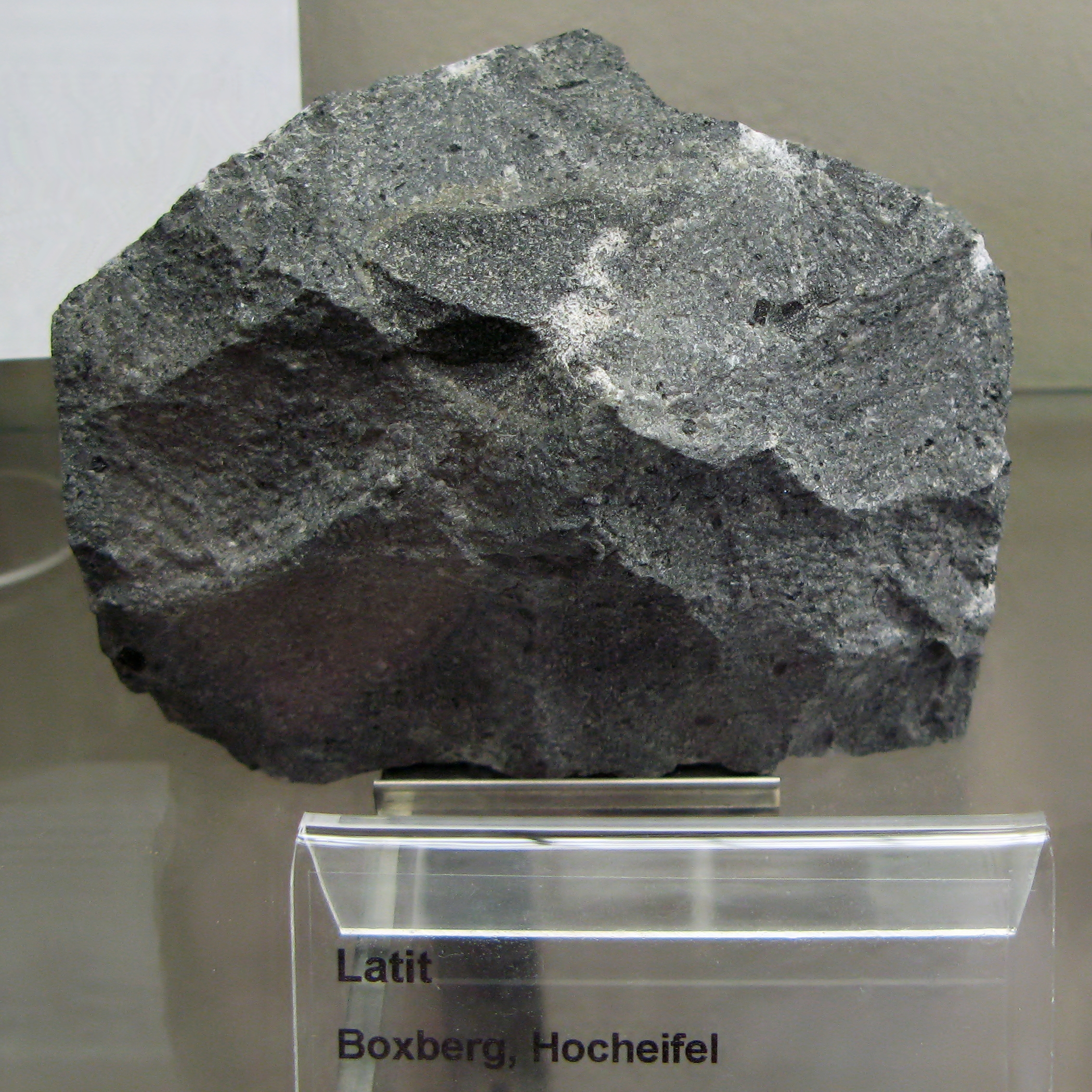
Latito de Boxberg, Hocheifel, Alemanha.

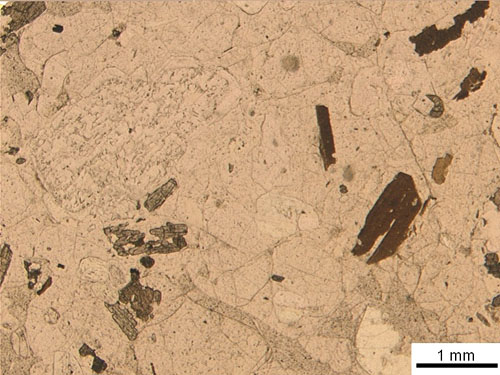
Fotomicrografia de uma lâmina fina de latito (em luz polarizada).

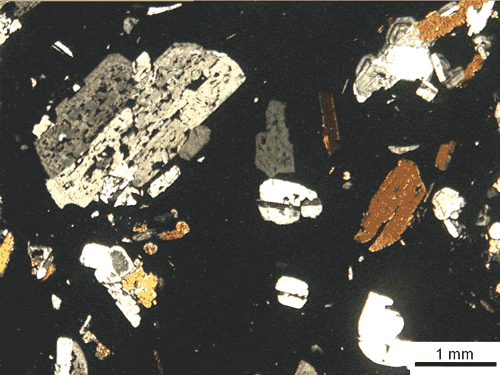
Fotomicrografia de uma lâmina fina de latito (em luz polarizada).

Latito (por vezes latite) é uma rocha ígnea, equivalente extrusiva do monzonito, rica em plagioclases e feldespatos potássicos, que ocorre em formações vulcânicas contendo materiais pobres em sílica. Apresenta textura afanítico-afírica a afírico-porfirítica e coloração em geral cinzenta clara, embora seja possível a ocorrência de outras tonalidades, nomeadamente esbranquiçada, amarelada ou rosada. O nome deriva de Lácio (em latim: Latium) a região italiana para a onde a rocha foi inicialmente descrita.

## Descrição
O latito é uma rocha vulcânica em geral afanítica, contendo uma composição mineral em que estão presentes os elementos alcalinos dos feldspatos e plagioclases em quantidades semelhantes.
O quartzo representa menos de 5% em massa, ou está mesmo ausente, nos latitos feldspatoides e a olivina está ausente nos latitos que contêm quartzo. Quando o conteúdo em quartzo é maior que 5%, a rocha é classificada como latito quártzico. Biotite, hornblenda, piroxena e pequenas quantidades de olivina ou quartzo são comuns como minerais acessórios.